# Beçull

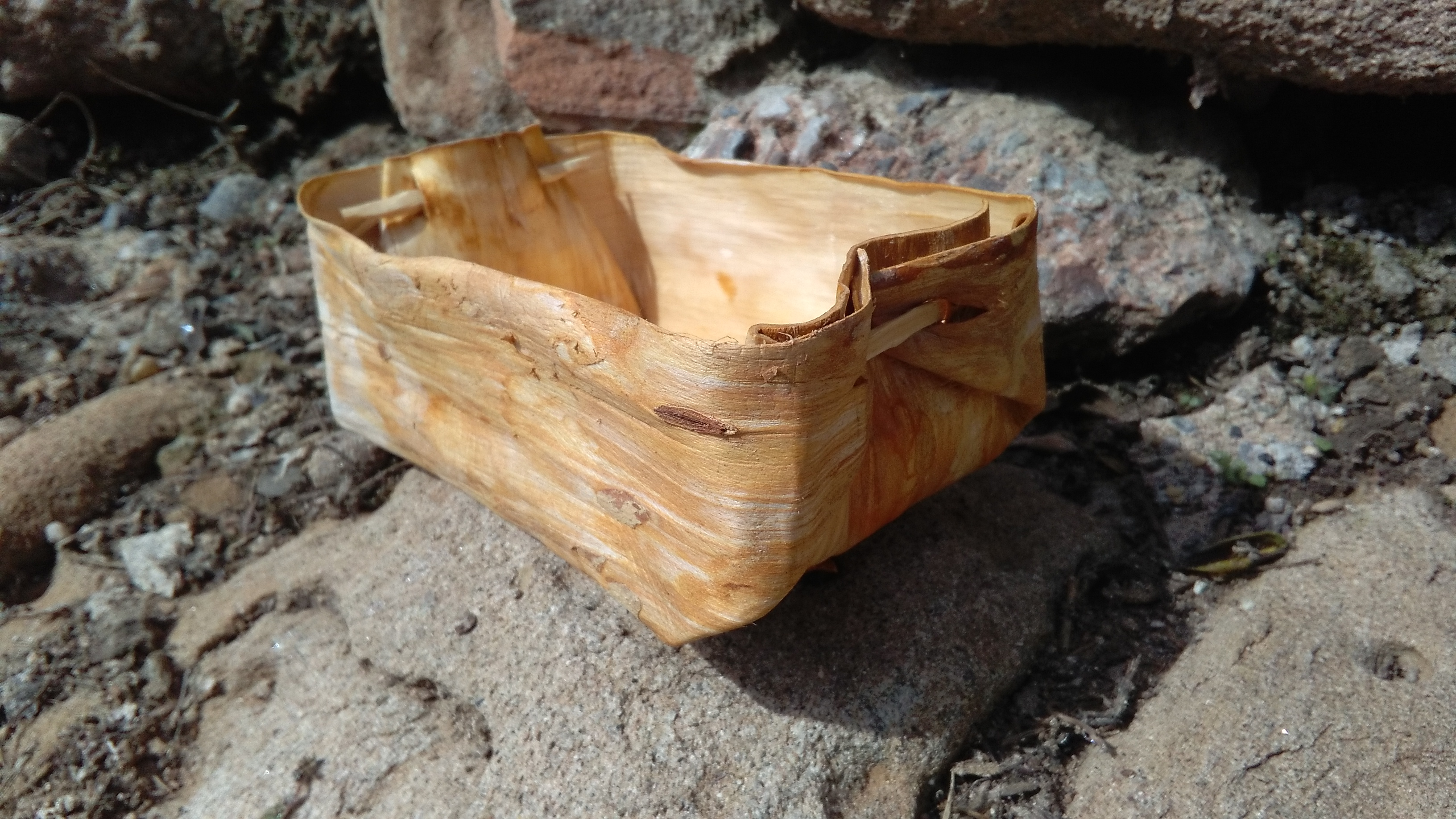
Un beçull fet amb la segona escorça d'un pi roig

Un Beçull, Beçulla, Caçull o Covat és un recipient fet amb escorça d'arbre que serveix per beure aigua o escalfar-hi líquids. Era emprat sobretot pels pastors. Al Pallars, es fabricava amb escorça de bedoll (de fet, el nom beçull és derivat de beç, 'bedoll'), però al Port del Comte es feia amb la segona escorça del pi.

L'ús principal d'aquest estri era de beure aigua de les fonts; o bé hom en duia un quan anava a la muntanya, o en deixava un vora cada font perquè servís a qualsevol que passés. També s'emprava per fer bullir la llet o escalfar-hi d'altres líquids. Hom deia que l'escorça de bedoll donava bon gust a l'aigua, i que la de pi donava un gust agradable de resina a la llet. Malgrat l'escorça de bedoll s'encén fàcilment en estat sec, si es deixa en remull una hora o més es pot posar sobre el foc sense que es cremi. Els covats d'escorça de pi es feien bullir directament a sobre de les brases, o amb una llosa de pissarra o pedra calcària entre el recipient i el foc. Cal dir que un dels avantatges principals d'aquest estri és la seva lleugeresa; és molt menys feixuc que un cassó de metall. A més a més, es pot fabricar fàcilment un cop a muntanya sempre que s'hi trobin bedolls o pins.

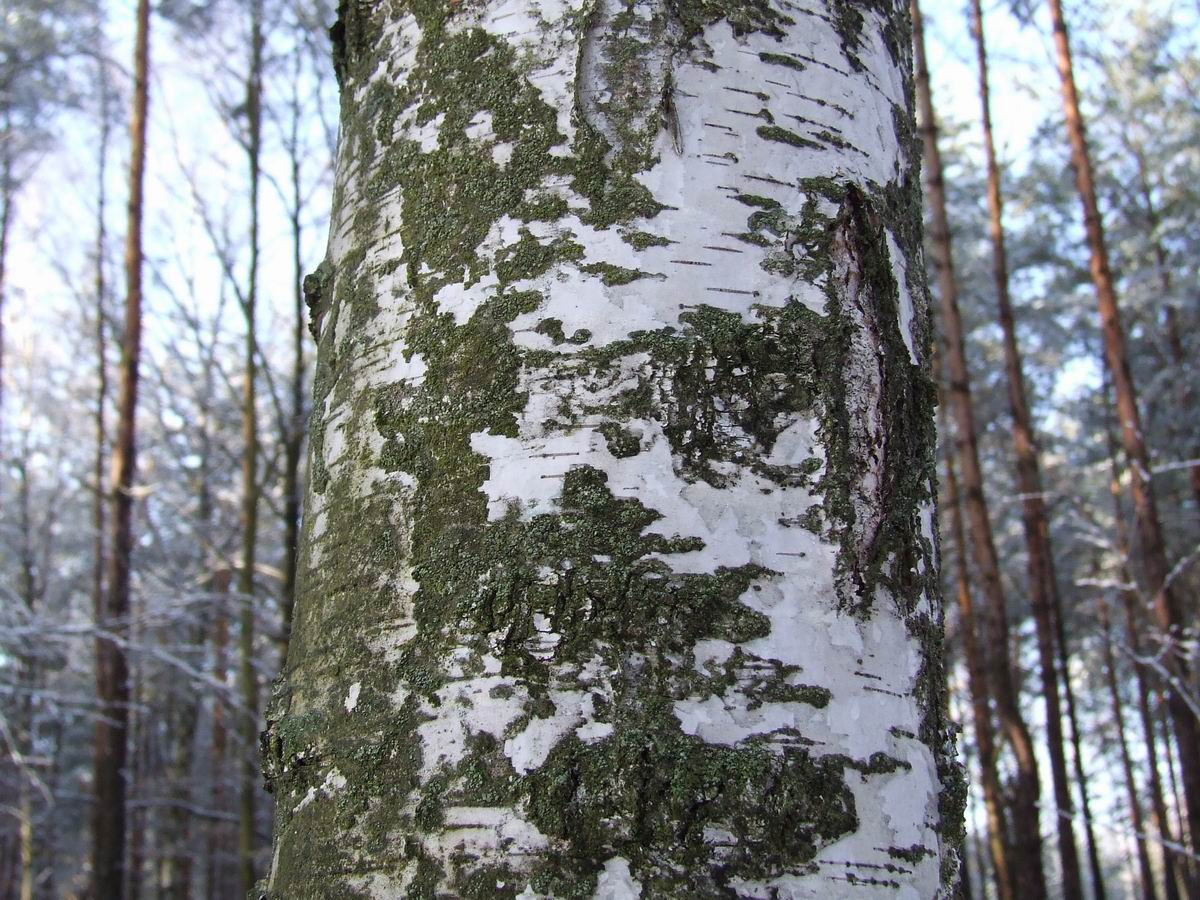
L'escorça d'un bedoll

El mot caçull també pot fer referència a un estri semblant, un got fet amb una tira d'escorça de bedoll cargolada, en forma de paperina.

## Fabricació

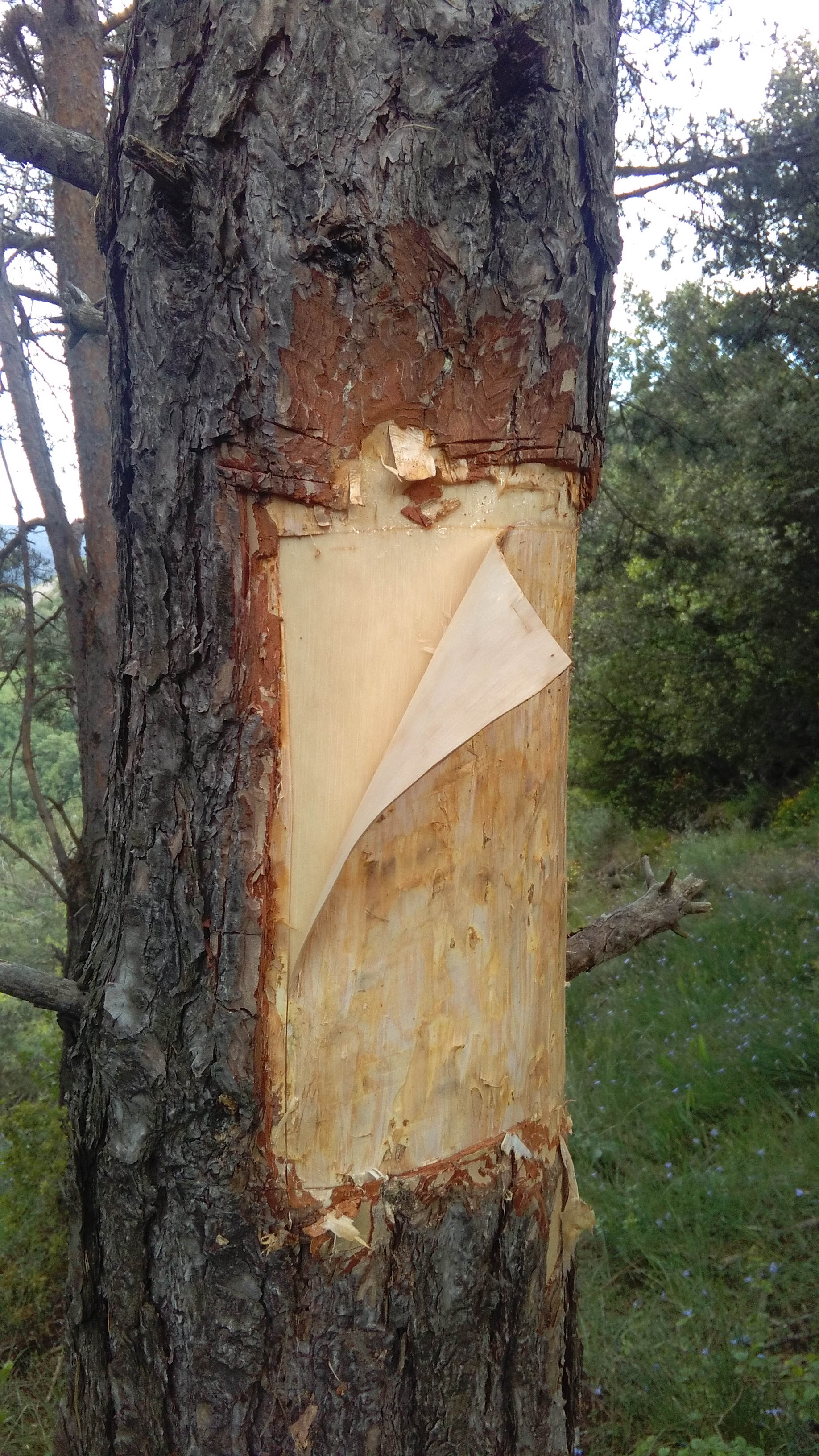
Separació de la segona escorça d'un pi roig per a la fabricació d'un beçull.

L'escorça del bedoll se separa fàcilment de l'arbre, és resistent i força flexible, semblant a un paper gruixut. Amb aquesta escorça i alguna branca del mateix arbre es fabrica el beçull. Aquesta feina és associada tradicionalment als pastors:
| \| « \| Per fer la bessulla [sic.] els pastors, per allà el juny, van a un bedoll i, mirant un tros que no tingui cap nus en tota la llargada que volen tallar, hi fan un tall vertical de dalt a baix i un altre d'horitzontal a dalt i un altre a baix. Lleven la pela i després la peguen de cada cap. Aquests plecs els cusen per mitjà de branquetes primes bo i retorçudes del mateix bedoll, ja que així agafa flexibilitat i es dominen com si fos fil. Després travessen els caps per sota del plec amb un bastonet del mateix bedoll, que li fa de mànec, i ja tenen una casseta o cassó per beure aigua. \| » \| | |   |
| | |   |
| « | Per fer la bessulla [sic.] els pastors, per allà el juny, van a un bedoll i, mirant un tros que no tingui cap nus en tota la llargada que volen tallar, hi fan un tall vertical de dalt a baix i un altre d'horitzontal a dalt i un altre a baix. Lleven la pela i després la peguen de cada cap. Aquests plecs els cusen per mitjà de branquetes primes bo i retorçudes del mateix bedoll, ja que així agafa flexibilitat i es dominen com si fos fil. Després travessen els caps per sota del plec amb un bastonet del mateix bedoll, que li fa de mànec, i ja tenen una casseta o cassó per beure aigua. | » |

Per fer el mateix estri de pi, s'arrencava l'escorça d'un pi novell amb una destraleta, i amb un tasconet fet de ginebrer, pi o boix s'arrenca una capa rectangular de l'escorça interior. Llavors, igual que amb la de bedoll, es plega i es fixa amb pinces fetes amb branques de pi o amb agulles de boix. Se solia treure un quadrat d'escorça d'uns 30 cm x 20 cm, amb el qual es fabricava un beçull amb una base d'uns 20 cm x 10 cm, i una profunditat d'uns 5 cm. Després de cada ús es posava en remull, es podia reutilitzar uns set o vuit vegades.